# Peder
Peder – wieś (obec) na Słowacji położona w kraju koszyckim, w powiecie Koszyce-okolice. Pierwsze wzmianki o miejscowości pochodzą z roku 1275. 
Według danych z dnia 31 grudnia 2012, wieś zamieszkiwało 400 osób, w tym 194 kobiety i 206 mężczyzn.
W 2001 roku rozkład populacji względem narodowości i przynależności etnicznej wyglądał następująco:
- Słowacy – 11,26%
- Czesi – 0,26%
- Węgrzy – 81,15%

Ze względu na wyznawaną religię struktura mieszkańców kształtowała się w 2001 roku następująco:
- Katolicy rzymscy – 59,69%
- Grekokatolicy – 0,79%
- Ewangelicy – 1,05%
- Ateiści – 2,36%
- Nie podano – 8,38%